# 効くコレ!
J SPORTS WOMAN 効くコレ!はJ SPORTSが放送される女性のためのプロジェクト。

## 概要
2005年10月3日に放送がスタートした効くコレ!ヨガとピラーティス、2006年10月からJ SPORTS ESPNで放送が開始されたおはよう!かんどり体操の3種類で構成される。

## 効くコレ!ヨガ
2005年10月3日から放送されている効くコレ!ヨガは日中欧で活躍中のモデル長澤壮太郎とヨガインストラクターのMAIが出演しているプラクティスのテレビレッスン番組。初回放送はJ SPORTS 2で毎月第1週目の月曜日から木曜までの午後2時から。ただし、1月から3月まで初回放送は休止となる。また、韓流ヨガも2005年12月初回放送分でも紹介した。2006年9月8日にはこれまでの効くコレ!ヨガDVD全5巻が発売された。

## 効くコレ!ピラーティス
ピラーティスはバレエダンサーの今野ゆりが監修した全12回構成の番組。基本的に毎週金曜日の効くコレ!ヨガと同じ時間に放送されている。主にバレエエクササイズを中心に構成されている。

## おはよう!かんどり体操
おはよう!かんどり体操は女子プロレスラー（当時J SPORTSが放映権を持っていたLLPW所属）で参議院議員の神取忍が監修した朝のミニ体操。原則として初回放送はJ SPORTS ESPNで平日朝6時25分から放送される。